# Hans Lettré
Hans Heinrich Lettré (* 29. November 1908 in Elberfeld; † 27. Juli 1971 in Heidelberg) war ein deutscher Chemiker, Pharmakologe, Krebsforscher und Hochschullehrer. Er lehrte ab 1942 als Professor an der Georg-August-Universität Göttingen und leitete von 1948 bis zu seinem Tod das Institut für experimentelle Krebsforschung der Ruprecht-Karls-Universität Heidelberg. Für seine Forschung, in deren Rahmen er sich insbesondere mit der Entwicklung zytotoxischer Substanzen beschäftigte, wurde er unter anderem mit dem Carl-Duisberg-Gedächtnispreis der Gesellschaft Deutscher Chemiker und dem Deutschen Nationalpreis ausgezeichnet.

## Leben
Hans Lettré wurde 1908 im heutigen Wuppertal geboren und besuchte von 1918 bis 1927 das Realgymnasium Elberfeld. Er studierte ab 1927 Mathematik und Chemie an der Ludwig-Maximilians-Universität München und der Georg-August-Universität Göttingen, das er 1932 in Göttingen mit der Promotion abschloss. Anschließend forschte er an der Göttinger Universität als Assistent des Nobelpreisträgers Adolf Windaus. Nach seiner Habilitation im Jahr 1937, ebenfalls in Göttingen, wurde er 1938 Privatdozent.
Lettré beantragte am 23. Oktober 1937 die Aufnahme in die NSDAP und wurde rückwirkend zum 1. Mai desselben Jahres aufgenommen (Mitgliedsnummer 4.886.426). 1938 schloss er sich der Sturmabteilung an.
Im folgenden Jahr übernahm er die Leitung der neu entstandenen chemischen Abteilung am Allgemeinen Institut gegen die Geschwulstkrankheiten des Rudolf-Virchow-Krankenhauses in Berlin. Er kehrte 1942 an die Georg-August-Universität Göttingen zurück, wo er planmäßiger außerordentlicher Professor für organische Chemie wurde. Sechs Jahre später erfolgte seine Berufung zum Professor und Direktor des Instituts für experimentelle Krebsforschung der Ruprecht-Karls-Universität Heidelberg, aus dem später das Institut für Zell- und Tumorbiologie des Deutschen Krebsforschungszentrums entstand. Diese Position hatte er bis zu seinem Tod inne. Zu seinen Mitarbeitern am Krebsforschungsinstitut gehörte der spätere Kölner Internist Rudolf Gross.
Hans Lettré war ab 1942 verheiratet und starb 1971 in Heidelberg.

## Wissenschaftliches Wirken
Hans Lettré, der während seiner Karriere rund 500 wissenschaftliche Publikationen veröffentlichte, beschäftigte sich während seiner Zeit in Göttingen vor allem mit der Chemie der Sterine und Steroide. So untersuchte er unter anderem die Synthese von zytotoxisch wirksamen Derivaten dieser Substanzen. Nach seinem Wechsel nach Berlin wandte er sich insbesondere der Anwendung von Gewebekulturen zur Testung der Wirkung chemischer Substanzen auf das Zellwachstum sowie Derivaten des Colchicins zu. In späteren Arbeiten widmete er sich außerdem dem Mechanismus der Mitose.

## Auszeichnungen
Hans Lettré erhielt in Anerkennung seiner Forschungsleistungen unter anderem 1943 den Carl-Duisberg-Gedächtnispreis der Gesellschaft Deutscher Chemiker, 1949 den Deutschen Nationalpreis (später Nationalpreis der DDR) III. Klasse, 1954 die Scheele-Medaille der Chemischen Gesellschaft (Kemiska sällskapet) von Stockholm und 1966 den Wilhelm-Warner-Preis für Krebsforschung. Nach ihm und seiner ebenfalls als Krebsforscherin tätigen Frau ist der im Jahr 2000 gestiftete Renate und Hans Lettré Forschungspreis der Deutschen Gesellschaft für Zell- und Gewebezüchtung benannt.

## Schriften (Auswahl)
- Über Sterine, Gallensäuren und verwandte Naturstoffe. 2. Auflage, Stuttgart 1954 (Band 1) / 1959 (Band 2).
- Aktuelle Probleme auf dem Gebiet der Cancerologie. Berlin 1968.